# توقف استراحت
توقف استراحت (انگلیسی: Rest Stop) یک فیلم ترسناک ساخته شده توسط رسانه خانگی وارنر به کارگردانی جان شیبان می‌باشد که در سال ۲۰۰۶ منتشر شد.جیمی الکساندر و دیانا روسو در این فیلم به ایفای نقش پرداخته‌اند.